# Тальман, Сандра
Сандра Тальман (итал. Sandra Thalmann; род. 18 декабря 1992, Базель) — швейцарская хоккейная защитница и тренер. В составе сборной Швейцарии бронзовый призёр Олимпийских игр 2014 года и чемпионата мира 2012 года. Участница Олимпийских игр 2010 года. С 2012 по 2022 годы на клубном уровне играла за «Райнах» в чемпионате Швейцарии.
Спортивный девиз спортсменки: «Все или ничего!»